# Schoor (Venray)
Schoor is een buurtschap in de gemeente Venray in de Nederlandse provincie Limburg. Het ligt anderhalve kilometer ten zuidoosten van het dorp Leunen; op de weg naar het dorp Castenray.
Blitterswijck · Castenray · Geijsteren · Heide · Leunen · Merselo · Oirlo · Oostrum · Smakt · Venray · Veulen · Vredepeel · Wanssum · Ysselsteyn

Buurtschap: Beek · Boddenbroek · Boshuijzen · Brabander · Endepoel · Haag · Hoogriebroek · Kleindorp · Klein-Oirlo · Laagriebroek · Loobeek · Molenhoek · de Nachtegaal · Overbroek · Scheide · Schoor · Weverslo · Zandhoek

Limburg: Steden en dorpen      Nederland: Provincies · Gemeenten